# فرودگاه دکتر آنتونیو نیکولاس بریسنیو
فرودگاه دکتر آنتونیو نیکولاس بریسنیو (به انگلیسی: Dr. Antonio Nicolás Briceño Airport) یک فرودگاه غیرنظامی با کد یاتا VLV است که یک باند فرود آسفالت دارد و طول باند آن ۲۰۷۰ متر است. این فرودگاه در کشور ونزوئلا قرار دارد و در ارتفاع ۵۷۷ متری از سطح دریا واقع شده‌است.